# Charlotte Sophie de Saxa-Coburg-Saalfeld
Prințesa Charlotte Sophie de Saxa-Coburg-Saalfeld, Ducesă de Saxonia (24 septembrie 1731 – 2 august 1810) a fost ducesă germană. A fost fiica lui Francisc Josias, Duce de Saxa-Coburg-Saalfeld și a Prințesei Anna Sophie de Schwarzburg-Rudolstadt (1700–1780).